# Erianska kalendern
Den erianska kalendern (även kallad discordianska kalendern) är ett kalendersystem som beskrivs i Principia Discordia och är den kalender discordianismen använder.
Kalendern täcker både månader, veckodagar och år. Jämfört med den tideräkning som idag används i Sverige och Europa är år 1 i den erianska kalendern jämställt med år 1166 före kristus.

## Kalendern
Till skillnad mot många andra kalendersystem som baserar sig på ojämna nummer för veckodagar, månader och veckor baserar sig den erianska kalendern i grunden på talet fem, som enligt erisianismen är ett heligt nummer.
Veckans fem dagar benämns som sötmorron, boomtid, stankdag, stickande-stick och sättande appelsin. Även månaderna delas upp i fem: kaos, oenighet, förvirring, byråkrati och efterverkan. 
Huruvida den svenska översättningen av Principia Discordias stavfel är uppsåtliga och bör behållas eller korrigeras beror ofta på personen som återger namnen, då det inte finns en officiell ståndpunkt i frågan.
Varje månad har även 73 dagar och den 5:e och 25:e dagen i varje månad sammanfaller med en apostelhelgdag, respektive en säsongshelgdag.
Vart fjärde år i den erianska kalendern, med start år två, sätts en extra dag in mellan 59:e kaos (som infaller den 28 februari) och 60:e kaos (1 mars) kallad s:t Tibs dag (St. Tib's Day) vilket ger månaden en extra dag, Principia Discordia förklarar detta med att 4 år + en dag = 5, som är ett heligt nummer. Detta gör att skottår sammanfaller mellan den erianska och den gregorianska kalendern och gör att kalendrarna går att konvertera mellan med hjälp av enkel beräkning. Vissa argumenterar att kalendern är i fas med den julianska kalendern + 13 dagar, och kommer falla ur fas med den gregorianska kalendern år 2100 (3266 i den erianska kalendern), på grund av 100-års regeln.